# Cratere Derain
Derain  è un cratere sulla superficie di Mercurio.
Il cratere è dedicato al pittore francese André Derain. A sua volta il cratere dà il nome alla maglia H-10, precedentemente nota come Pieria.